# Ateliers Cita
Ateliers Cita war ein belgischer Hersteller von Motorrädern. Cita stand für Comptoir Industriel & Technique Automobile.

## Unternehmensgeschichte
Das Unternehmen hatte seinen Sitz am Quai de Maastricht 17 in Lüttich. 1922 begann die Produktion von Motorrädern. Der Markenname lautete Cita. Im selben Jahr übernahm Henri Gonthier das Unternehmen. 1925 endete die Produktion.

## Fahrzeuge
Im Angebot standen Motorräder. Sie hatten Einzylindermotoren mit OHV-Ventilsteuerung aus eigener Fertigung. Sie wiesen Hubräume von 173 cm³, 198 cm³ und 348 cm³ auf.
1922 entstand ein Kleinwagen. Er blieb ein Prototyp und ging nicht in Serienproduktion.